# 巴特弗赖恩瓦尔德
奥得河畔巴特弗赖恩瓦尔德（德語：Bad Freienwalde (Oder)），通称巴特弗赖恩瓦尔德（德語：Bad Freienwalde，發音：[baːt ˌfʁaɪənˈvaldə] ⓘ），是德国勃兰登堡州梅尔基施-奥得兰县的城市，面积为131.11平方千米，2023年12月31日人口为12,296人。